# Peter-und-Paul-Kirche (Moskau)
Die Kirche der heiligen Apostel Peter und Paul (russisch Храм святых апостолов Петра и Павла) war eine klassizistische Kirche im Zentrum Moskaus und die Hauptkirche der polnischen katholischen Peter-und-Paul-Gemeinde.
Die Kirche wurde 1839–1845 nach einem Entwurf von Alessandro Gilardi erbaut.
1938 (nach anderen Quellen bereits in den 1920ern) wurde die Kirche geschlossen und 1940 zu einem Kino umgebaut. 1946 machte das Kino dem Forschungsinstitut „GiproUgleMasch“ Platz, das bis heute in dem Gebäude residiert. Die vielen Umbaumaßnahmen haben die ehemalige Kirche bis zur Unkenntlichkeit verändert.

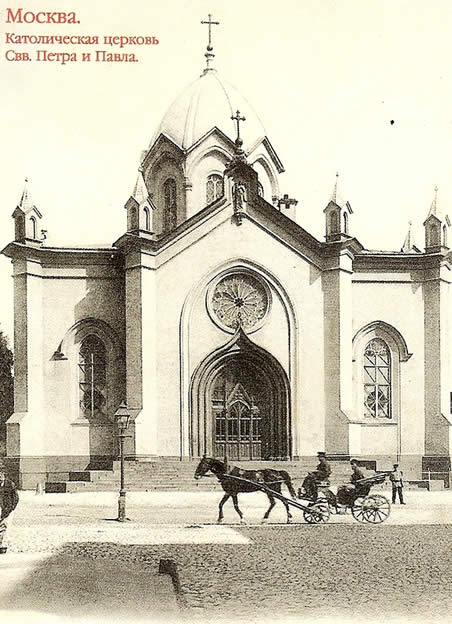
Historische Aufnahme der Peter-und-Paul-Kirche auf einer alten Postkarte
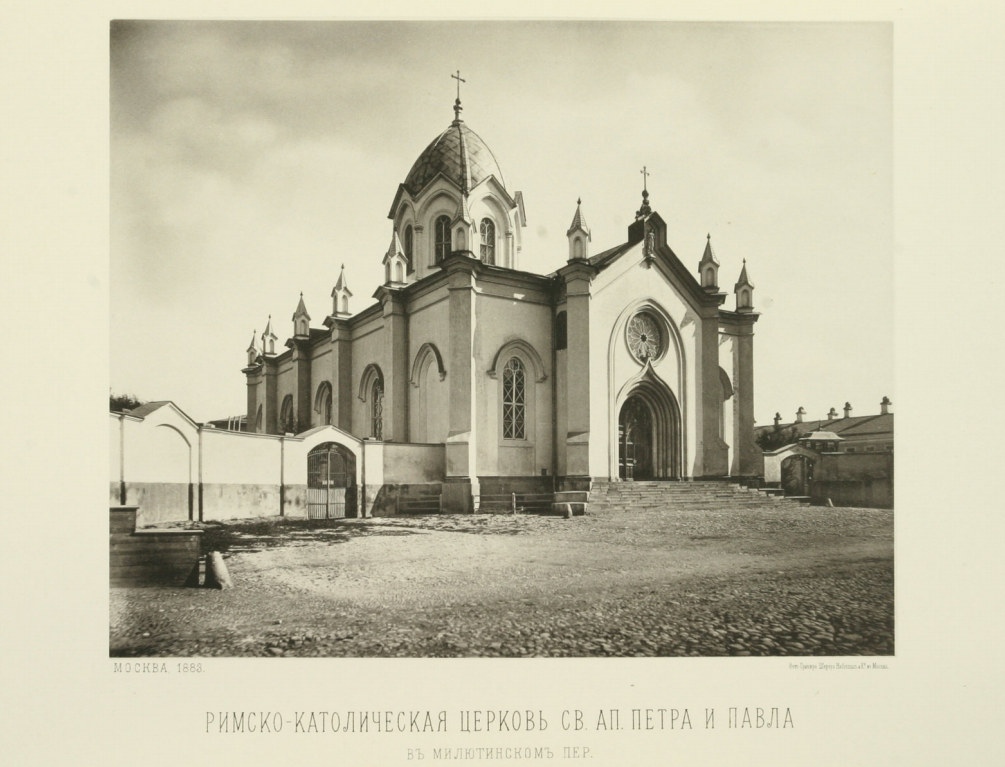
Kirche im Jahre 1883
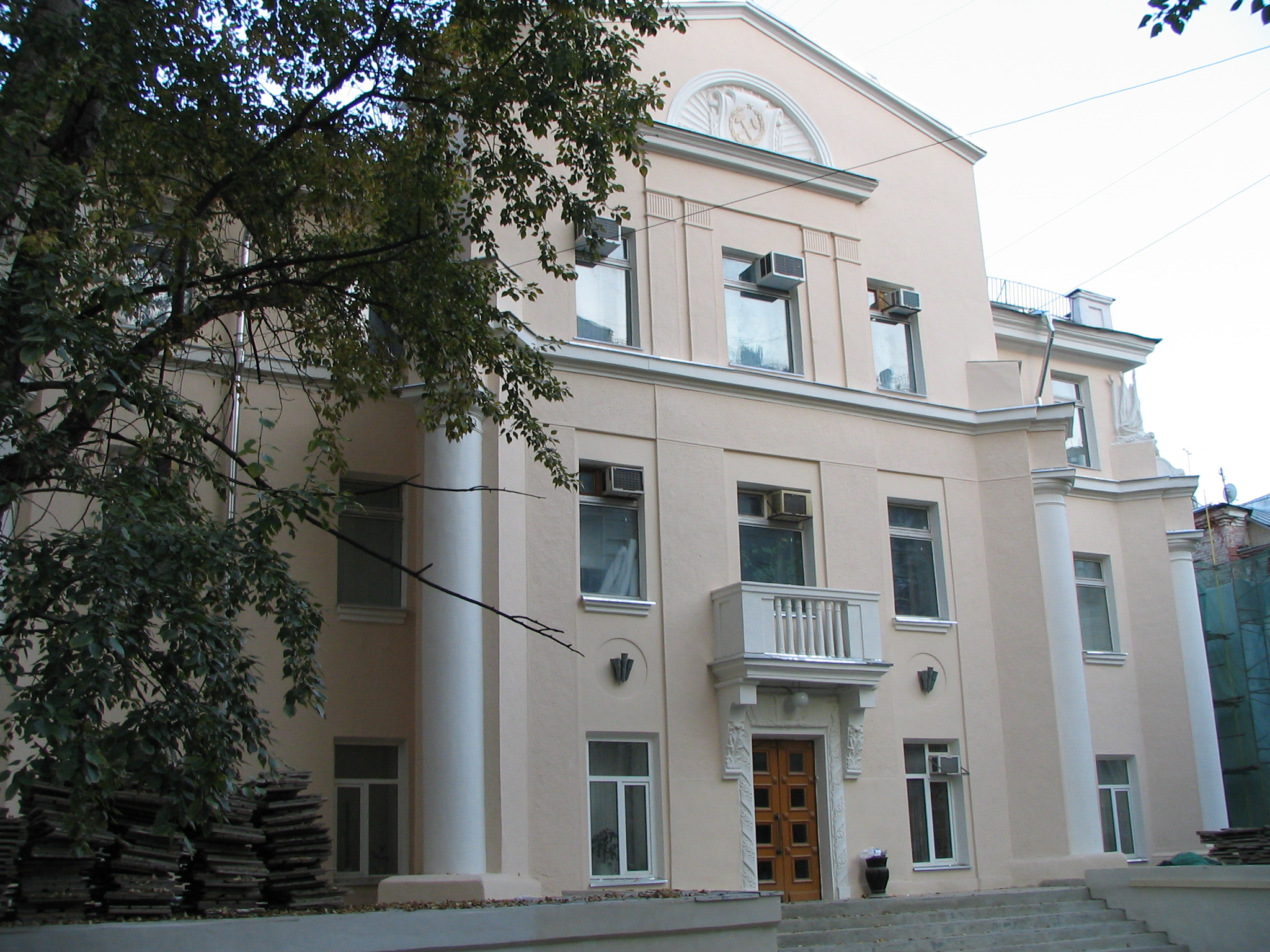
Das Gebäude der ehemaligen Kirche im Jahre 2007